# Kaytranada
Kaytranada (stilizzato KAYTRANADA o abbreviato in KAYTRA), pseudonimo di Louis Kevin Celestin (Port-au-Prince, 25 agosto 1992), è un disc jockey e produttore discografico canadese di origini haitiane.
Celestin ha iniziato la sua carriera pubblicando una serie di mixtape, remix e progetti musicali a partire dal 2010 sotto lo pseudonimo di Kaytradamus. Nel 2013 inizia a pubblicare brani sotto il nuovo pseudonimo di Kaytranada e l'anno successivo ha firmato con la XL Recordings, con la quale ha pubblicato nel 2016 il suo album di debutto in studio chiamato 99,9%, che vince ai Polaris Music Prize il premio Canadian Album of the Year. 
L'anno seguente il disco ai Juno Award ha vinto il premio Electronic Album of the Year. Nel 2019 ha pubblicato Bubba, secondo album in studio per il quale ha ricevuto tre candidature ai 63° Grammy Awards.

## Discografia parziale

### Album in studio
- 2016 – 99,9%
- 2019 – Bubba
- 2024 - TIMELESS

### Singoli
Intimidated (feat.H.E.R) (2021)

## Riconoscimenti
- 2021 – Grammy Awards
  - Candidatura come Miglior artista esordiente